# Paracladopelma laminata
Paracladopelma laminata är en tvåvingeart som först beskrevs av Jean-Jacques Kieffer 1921.  Paracladopelma laminata ingår i släktet Paracladopelma och familjen fjädermyggor. Inga underarter finns listade i Catalogue of Life.